# Grace Lau
Pour les articles homonymes, voir Lau.
Grace Lau Mo-sheung (en chinois : 劉慕裳) est une karatéka hongkongaise née le 19 octobre 1991. 

## Carrière
Elle a remporté la médaille de bronze aux épreuves de kata aux championnats du monde 2018 à Madrid, aux Jeux asiatiques de 2018 à Jakarta, aux Jeux olympiques d'été de 2020 à Tokyo et aux Jeux mondiaux de 2022 à Birmingham.
Elle est médaillée d'argent en kata individuel lors des Championnats du monde de karaté 2023 à Budapest. Elle est médaillée d'or en kata individuel aux Jeux mondiaux de 2025 à Chengdu.